# Банка Јужног Судана
Банка Јужног Судана (енгл. Bank of South Sudan) је централна банка Јужног Судана основана 2005. године. Седиште јој је у главном граду Џуби и аутономни је део Централне банке Судана. Председник је Илајџа Малок Аленг. Званична валута је јужносуданска фунта.